# كاندي سييرا
كاندي سييرا (بالإنجليزية: Candy Sierra)‏ هو لاعب كرة قاعدة أمريكي، ولد في 27 مارس 1967 في ريو بيدراس ‏ في بورتوريكو.

## وصلات خارجية
- كاندي سييرا على موقعبيزبول رفرنس.كوم (الدوري الرئيسي) (الإنجليزية)
- كاندي سييرا على موقعبيزبول رفرنس.كوم (الدوري الثانوي) (الإنجليزية)
- كاندي سييرا على موقع مشجعي الرسوم البيانية (الإنجليزية)